# Meleaciha, Bilopillea
Meleaciha (în ucraineană Мелячиха) este un sat în comuna Pavlivka din raionul Bilopillea, regiunea Sumî, Ucraina.

## Demografie
Componența lingvistică a localității Meleaciha
     Ucraineană (94,79%)
     Rusă (5,21%)
Conform recensământului din 2001, majoritatea populației localității Meleaciha era vorbitoare de ucraineană (94,79%), existând în minoritate și vorbitori de rusă (5,21%).